# Gevalor
Gevalor est le sigle de l'Association pour la Gestion durable et la valorisation des déchets et des matières premières minérales.
Gevalor est une organisation internationale à but non lucratif fondée en France en 2004 dans le but de promouvoir la valorisation des ordures ménagères dans les villes des pays en développement. Les techniques de valorisation des ordures soutenues par Gevalor sont : le compostage, le recyclage des plastiques et la production de combustibles alternatifs à partir des déchets ménagers.
À travers le programme Africompost lancé en 2011 en partenariat avec la Fondation GoodPlanet, Gevalor participe à l'assainissement de 5 communes urbaines africaines.

## Historique
Gevalor a été fondée en 2004 par des experts du Bureau de recherches géologiques et minières (BRGM) initialement afin d'assainir Mahajanga à Madagascar, après que la ville a été frappée en 2001 par une épidémie de peste et de choléra. Grâce au soutien de la Fondation GoodPlanet, Gevalor appuie l'unité de compostage créée en 2002 par Madacompost, en vue d'un aménagement durable de la décharge locale.
À la suite de cette première collaboration Gevalor a souhaité avec GoodPlanet répliquer cette initiative de compostage des déchets urbains sur le continent africain. Gevalor a offert son expertise en 2009 à l'entreprise mozambicaine de traitement et de recyclage des déchets Terra Nova Lda œuvrant dans la commune urbaine de Beira au Mozambique. En 2010, Gevelor s'implante au Cameroun dans la ville de Dschang où elle accompagne l'ONG ERA Cameroun dans un projet de compostage. La même année, elle met en place dans la capitale togolaise, Lomé, une unité de compostage en collaboration avec l'ONG togolaise ENPRO et le laboratoire de Gestion traitement et valorisation des déchets de l'Université de Lomé. En 2011, Gevalor apporte son savoir-faire à l'ONG béninoise Planète Contact basée à Parakou au Bénin.
L'ensemble de ces projets a été incorporé au programme Africompost en septembre 2011, soutenu par l’Agence française de développement (AFD) et le Fonds français pour l'environnement mondial (FFEM).

## Domaines d’expertise

### Unités de compostage
Les déchets des communes urbaines africaines sont constitués en moyenne à 70 % de matières organiques fermentescibles, valorisables par un procédé de compostage. Le compostage présente l’intérêt de favoriser le retour de la matière organique vers les sols agricoles au lieu qu’elle soit enfouie en décharge. La décomposition de la matière organique permet le maintien dans le sol d'un certain niveau d'humus. Bien que l’humus ne constitue pas réellement un nutriment pour les plantes, il est important pour le sol. Il se comporte comme un « conditionneur », il détermine la capacité du sol à retenir l'eau et facilite l'assimilation des nutriments par les racines des plantes.
Sans restitution au sol de la matière organique prélevée, la capacité d’infiltration de l’eau dans le sol se réduit, ce qui augmente le ruissellement et donc le lessivage des nutriments comme l'azote, indispensable à la croissance des plantes. La fertilité du sol diminue. Dans des circonstances semi-arides, la non-régénération de l'humus engendre une désertification.

#### Appui technique et financier
Dans chacun des pays où elle intervient, Gevalor élabore avec les autorités municipales et des acteurs privés locaux (ONG, entreprises) des protocoles pour la mise en place d'unités de compostage : mise à disposition des terrains, installation d'équipements, formation des opérateurs locaux, sensibilisation auprès de la population, organisation de la collecte et du tri des déchets, transformation en compost et commercialisation du compost auprès des agriculteurs. Gevalor finance ces structures tant que leur rentabilité n'a pas été atteinte.

#### Accompagnement social des travailleurs
Des études menées avec le BAUA, un centre de recherche allemand, a permis de mettre en place un protocole de production du compost limitant les risques sanitaires pour les travailleurs. Par ailleurs, les programmes développés par Gevalor incluent sur certains sites, pour les travailleurs la possibilité de souscrire à une mutuelle, à une coopérative, à un programme d'alphabétisation.

### Capitalisation d'expériences
Gevalor est le chef de file du Centre Re-Sources basé à Ouagadougou. Re-Sources est une plateforme d'échanges et de vulgarisation des stratégies à adopter dans la réduction, la réutilisation et la valorisation des déchets à moindre coût. Re-Sources diffuse des méthodes permettant l'autonomie des acteurs locaux chargés de la gestion des déchets, notamment en terme d'équilibre financier.

### Finance carbone
Dans le cadre du protocole de Kyoto, un mécanisme de développement propre a été élaboré afin d'inciter financièrement à la réduction des émissions de gaz. Actuellement environ 3 % des émissions mondiales de gaz à effet de serre sont causées par la prolifération de méthane issu de décharges. Cette monétarisation des gaz est une source potentielle de financement de la gestion des déchets dans les pays en voie de développement.
Le compostage, en permettant la décomposition aérobie de la fraction organique des ordures ménagères, supprime les émissions de méthane. Grâce à une certification carbone des opérations, les structures de gestion des déchets peuvent obtenir un complément de revenus,.

## Structure

### Gouvernance
Gevalor est présidée par un conseil d'administration élue par une assemblée générale comptant soixante membres bénévoles. Ce conseil d'administration décide des grandes orientations lesquelles sont suivies par une direction composée de quatre salariés basés en France. Cette équipe dépêche sur le terrain trois volontaires de solidarité internationale et deux volontaires de service civique, la plupart des ingénieurs.

### Financements
Gevalor est soutenu financièrement par :
- la fondation GoodPlanet
- la Direction générale pour le développement international et la coopération (DG-DEVCO EuropeAid) de la Commission européenne
- l'Agence française de développement (AFD)
- le Fonds français pour l'environnement mondial (FFEM)
- la Fondation Pierre-Georges Latécoère
- la coopération décentralisée de la mairie d'Orléans
- la Coalition pour un climat et un air pur
- le Fonds Passemar

### Sources et bibliographie

#### Livres édités
- Marc Dufumier, Agricultures et paysanneries des Tiers mondes, Paris, Karthala, 2004, 598 p.
- Gérald Huber et Christiane Schaub, La fertilité des sols : l’importance de la matière organique, Schiltigheim, Chambre d'agriculture Bas-Rhin, 2011, 46 p.

#### Articles publiés
- Marie Calmettes, « Madacompost change les déchets en or », Le Monde,‎ 2013 (lire en ligne), consulté en ligne le 15 octobre 2015
- Gilles van Kote, « L’interdiction des sacs en plastique se mondialise », Le Monde,‎ 2013 (lire en ligne), consulté en ligne le 15 octobre 2015
- Carole Tribout, « Des déchets africains mieux traités », larep.fr,‎ 2013 (lire en ligne), consulté en ligne le 15 octobre 2015
- Commission européenne, « Fiche technique n°3 : Réduction du taux de matière organique », L’agriculture durable et la conservation des sols,‎ 2009 (lire en ligne)

#### Sources primaires
- Albin Lazare et Fabricia Devignes, Etat des lieux du secteur informel des déchets en Afrique et dans les Caraïbes : pour une gestion inclusive et sociale, Ouagadougou, Re-sources, 2014, 86 p. (lire en ligne)